# Русская раскладка клавиатуры
Русская раскладка клавиатуры — раскладка клавиатуры, используемая для русского языка.

## Основные сведения
Основной русскоязычной раскладкой со времен пишущих машинок является раскладка «ЙЦУКЕН», которая произошла от раскладки пишущих машин конца 1880-х годов, и после орфографической реформы приобрела следующий вид:
Существует несколько вариантов адаптации этой раскладки для компьютеров. В операционной системе Microsoft Windows для русского языка по умолчанию используется такая:
В качестве альтернативного варианта (точнее соответствующего традиционным пишущим машинкам и более удобного для скоростного набора) в Microsoft Windows доступна раскладка «Русская (машинопись)» (англ. «Russian (Typewriter)»), отличающаяся в расположении небуквенных знаков и буквы Ё:
Такая раскладка является стандартной для операционных систем на основе OpenSolaris.
Своя раскладка используется в устройствах от фирмы Apple (синим обозначены символы, вводимые в сочетании с клавишей ⌥ Option):
Для незнакомых с традиционными русскими клавиатурами создаются так называемые «фонетические раскладки», в которых русские и латинские буквы на одной клавише подобраны по сходству звучания: A — А, S — С, D — Д и т. д., например:
Такой раскладкой пользуются для ввода русских текстов многие за пределами СНГ. В некоторых странах (например, в Германии или Швеции) распространены иные варианты фонетической раскладки, что связано с особенностями основной местной раскладки (в которых бывают переставлены или добавлены буквы и т. п.).
На советских компьютерах (кроме IBM-совместимых ЕС) была распространена «обратная фонетическая раскладка»: русские буквы располагались как обычно (ЙЦУКЕН), а латинские — по образцу русских (JCUKEN). При этом количество клавиш было больше и все символы имели фиксированные позиции. На компьютерах серии ЕС-18хх использовалась раскладка QWERTY, но символьных клавиш было 51, а не 47, благодаря чему указанной проблемы не существовало.

## Проблема несоответствия
Несоответствие клавиатуры русскому алфавиту — это проблема, возникшая в момент, когда в России стали использоваться зарубежные компьютерные клавиатуры спроектированные для использования в США, и имеющие 47 клавиш в основном знаковом поле.
Английский алфавит содержит всего 26 букв, в то время как в русском алфавите их 33. На 47 клавишах нельзя стандартным образом уместить все русские буквы и все необходимые знаки препинания, не назначив при этом знакам препинания, уже имеющимся в латинской раскладке, новые позиции. Поэтому ряд часто используемых символов не имеет фиксированной позиции, что доставляет большинству пользователей серьёзные неудобства. Кроме того, нет специальной клавиши для переключения раскладок и приходится использовать для этого комбинацию из двух клавиш (например, Alt и Shift). В Linux часто для этой цели используют Caps Lock (в Windows таким образом клавиатуру можно настроить, например, с помощью программы Punto Switcher).
Клавиатуры советских компьютеров учитывали указанные особенности и содержали в основном поле 51-53 символьных клавиши, а также дополнительные клавиши (РУС, ЛАТ, Р/Л) для переключения между русской и латинской раскладками. Поскольку все символы имели фиксированные позиции, пользователю было нетрудно запомнить положение знаков препинания.
Большинство языков, использующих латиницу, используют дополнительные буквы. Поэтому международный стандарт механических раскладок (англ.) использует на одну клавишу больше (48) в основном поле, а клавиатуры некоторых стран даже две (японский стандарт JIS (англ.) и бразильский стандарт ABNT (англ.)). Даже британская механическая раскладка (англ.) содержит 48 клавиш.
В механической раскладке JIS имеется ещё 3 дополнительные клавиши в контрольном ряду; это приближает её к 51+3 клавишам ЕС-1845 (с иллюстрации). Поскольку раскладки персональных компьютеров содержат много почти не используемых клавиш (такие как Menu и правая клавиша ⊞ Win на механической раскладке JIS), такие широко доступные механические раскладки являются практически полными аналогами раскладок ЕС. Клавиша КАНА функциональной раскладки JIS аналогична клавише Р/Л; поэтому все операционные системы ПК могут поддерживать переключение с помощью Р/Л. Но пока никто не делает клавиатур, надлежащим образом адаптированных для кириллицы.